# مشروع إيكو
إيكو 1 قمر صناعي، وقد كان أول قمر صناعي للاتصالات يطلق وذلك سنة 1960.

## معرض صور

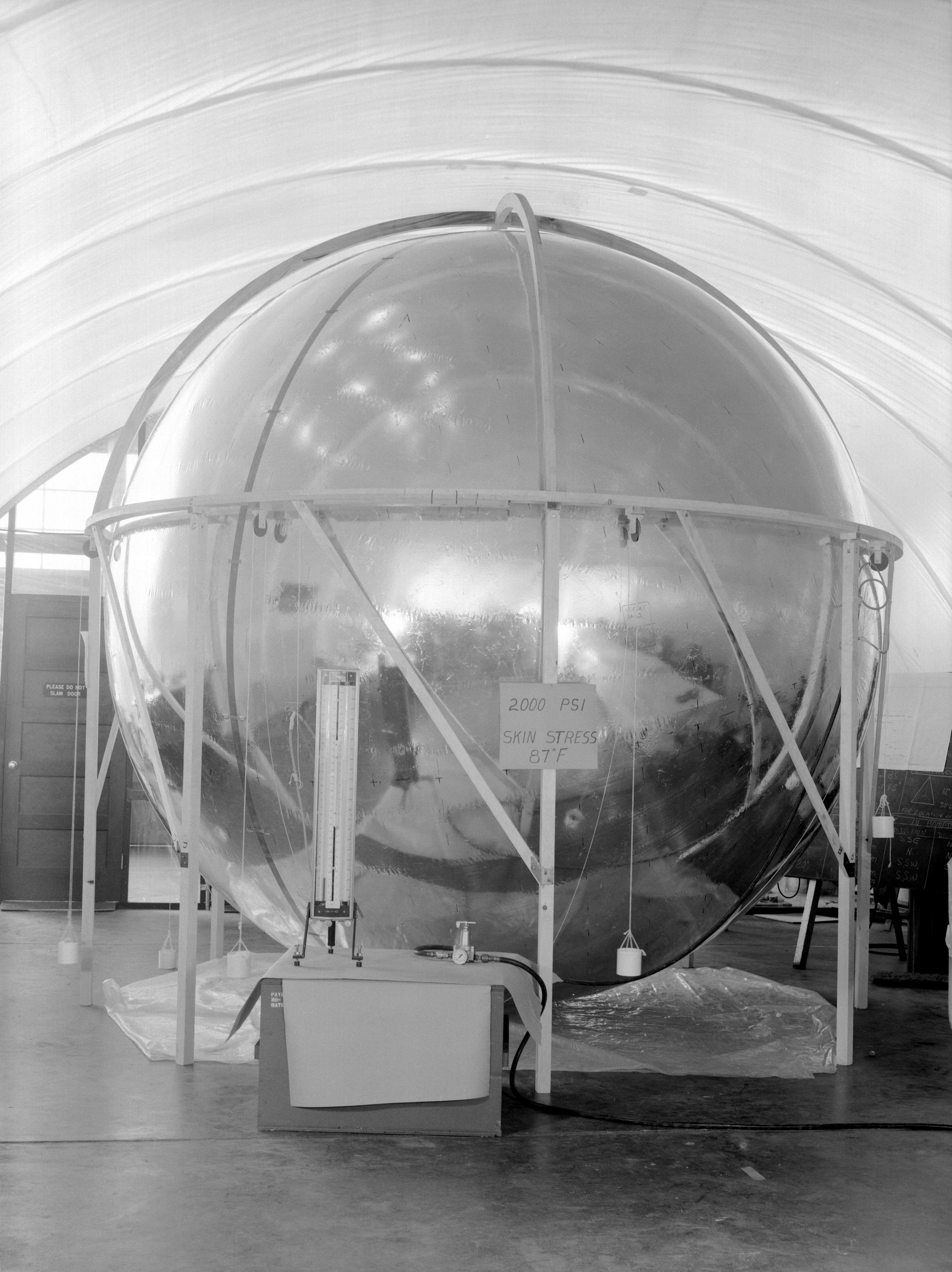
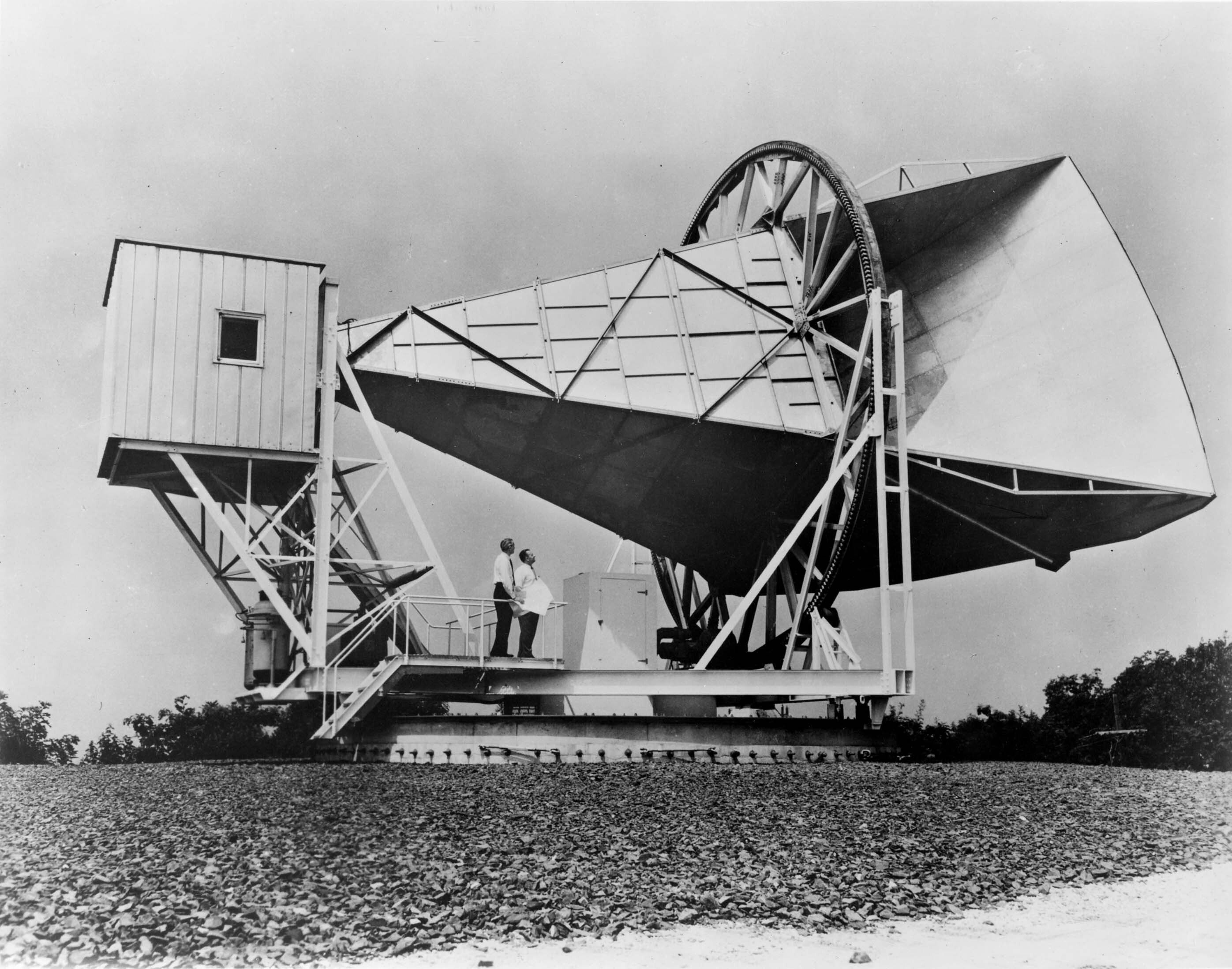